# Irving Stone
Irving Stone, vlastním jménem Irving Tennenbaum (14. července 1903 San Francisco, Kalifornie – 26. srpna 1989 Los Angeles, Kalifornie) byl americký spisovatel, známý hlavně svými biografickými romány historických osobností. Založil několik literárních spolků, například Academy of American Poets v roce 1962.

## Filmové adaptace
V roce 1953 bylo zfilmováno jeho dílo z roku 1950 The President 's Lady s Charltonem Hestonem v roli Andrewa Jacksona a Susan Haywardovou jako rachel Donelson Jacksonovou. O tři roky později, v roce 1956 vznikl film Žízeň po životě (Lust for Life) podle jeho stejnojmenné knihy z roku 1934, s Kirkem Douglasem jako Vincentem Van Goghem.
Asi nejznámější je filmová adaptace Stoneovy knihy Agonie a extáze (The Agony and the Ecstasy) (česky je film známý pod názvem Ve službách papeže). Charlton Heston tentokrát hrál Michelangela, papeže Julia II. ztvárnil Rex Harrison.

## Díla
Některé vybrané biografické romány:
- Lust for Life (1934) – podle života Vincenta van Gogha – vyšlo česky jako Žízeň po životě
- Sailor on Horseback (1938) – podle života Jacka Londona – vyšlo česky jako Námořník na koni
- Clarence Darrow For the Defense (1941) – podle života Clarence Darrowa – vyšlo česky jako Advokát Darrow obhajuje a Clarence Darrow obhajuje
- They Also Ran (1944, znovu vydáno 1966) – ze života neúspěšných kandidátů do úřadu prezidenta USA
- Immortal Wife (1944) – podle života Jessie Frémonta – vyšlo slovensky v roce 1975 pod názvem Nesmrteľná žena
- Adversary in the House (1947) – podle života Eugena V. Debse a jeho ženy Kate
- The Passionate Journey (1949) – podle života amerického malíře Johna Noblea
- Love is Eternal (1954) – podle sňatku Abrahama Lincolna s Mary Toddovou
- Men to Match My Mountains (1956) – z období 1840–1900 na americkém divokém západě
- The Agony and the Ecstasy – (1961) – podle Michelangelova života – vyšlo česky jako Agónie a extáze
- Those Who Love (1965) – podle života Johna Adamse a Abigail Adamsové
- The Passions of the Mind (1971) – podle života Sigmunda Freuda – vyšlo česky jako Vášně mysli
- The Greek Treasure (1975) – podle Schliemannova objevení Tróje – vyšlo česky jako Řecký poklad
- The Origin (1980) – podle života Charlese Darwina – vyšlo česky jako Původ
- Depths of Glory (1985) – podle Pissarrova života

## Audioknihy
- audiokniha Řecký poklad, načetl Martin Preiss, vydala Audiotéka v Edici Mistři slova.